# رحلة دازلر البحرية
رحلة دازلر البحرية هي من الروايات الأولى لجاك لندن، تدور أحداثها في مدينة سان فرانسيسكو التي كان يقيم فيها. وهي تُعتبر رواية مغامرة صبي.
في الرواية، يهرب جو برونسون، المستاء من حياته المملة في المدرسة، وينضم إلى طاقم سفينة شراعية رآها في خليج سان فرانسيسكو. يجد أن الربان متورط في أنشطة إجرامية.
توصف الأنشطة البحرية التي تحدث على متن المركب الشراعي بشكل واقعي، وهناك أوصاف كاملة لقوارب تتحمل الطقس العاصف في البحر.

## خلفية
يصف لندن، في رواية السيرة الذاتية جون بارليكورن، كيف اشترى في شبابه مركبًا شراعيًا يُسمى رازل دازل من أحد قراصنة المحار الذي يُدعى فرينش فرانك. في رحلة دازلر البحرية، يُعرف ربان دازلر باسم فرينش بيتي، يشابه فرينش فرانك، الذي يشرب من أجل نجاح مغامراته في العمل. أصبح لندن نفسه قرصانًا للمحار.

## ملخص القصة
بدلًا من الدراسة تحضيرًا لامتحانه المدرسي، يذهب جو برونسون للعب بالطائرات الورقية مع أصدقاء المدرسة؛ في طريق العودة، يتورط جو في شجارات مع أعضاء عصابة في أحد الأجزاء الفقيرة من المدينة. بعد رسوبه في الامتحان في اليوم التالي، يخرج من المدرسة ويركب العبّارة عبر الخليج إلى أوكلاند. في أثناء تمعنه في القوارب على رصيف الميناء، يتخيل الحياة المشوقة على متن قارب.
يملك والده، وهو رجل أعمال، موقفًا متحررًا مع ابنه؛ لكنه يكون حاسمًا بخصوص سلوكه الأخير وتقريره المدرسي الضعيف ويخبره بأنه قد يرسله إلى الأكاديمية الحربية. يترك جو لاحقًا خطاب وداع لأسرته؛ عائدًا إلى أوكلاند، ينضم إلى طاقم المركب الشراعي، الدازلر. يُعرف الربان بيتي لو مير باسم «فرينش بيتي»، وعضو الطاقم الآخر هو «فريسكو كيد»، فتى في نفس سنّ جو تقريبًا.
يدرك مبكرًا أن فرينش بيتي متورط في أنشطة إجرامية. يأخذون خردة حديد من أحد المصانع؛ يتم إجهاض المهمة عند إطلاق النار. يعملون لاحقًا قراصنة محار.
يحاول جو، الذي لم يرغب في التورط في الجريمة، الهرب، ولكنه يفشل في كل مرة. يسامح فرينش بيتي جو على رأيه فيه بأنه مجرم. يخبر فريسكو كيد جو أنه يكره حياته في البحر؛ لم يملك عائلة، وقد عمل من قبل لصالح ريد نيلسون على متن مركب شراعي آخر، الرايندير، ولكنه هرب. بعد القبض عليه لأنه متشرد، يُرسل إلى «ملجأ صبية» حيث كانت الأوضاع لا تُطاق؛ يهرب وينضم إلى فرينش بيتي. يعزم جو على الرحيل ويأخذ فريسكو كيد معه.
يسرق فرينش بيتي وزميله ريد نيلسون خزانة. يرى جو أنها تخص شركة والده. يبحر الدازلر والرايندر إلى داخل المحيط الهادئ، ويطاردهما يخت لفترة من الزمن؛ يعزمان على الإبحار إلى المكسيك. تحدث عاصفة بعد وقت قريب ويتحطم صاري الدازلر. يقترب الرايندر بما يكفي ليقفز فرينش بيني على متنه، ولكن، قبل أن يتمكن الصبيان من اللحاق به، يختفي الرايندر تحت الأمواج.
ينجرف الدازلر إلى شاطئ سانتا كروز، ليجدا رصيفًا بحريًا صغيرًا على نهر سان لورينزو الأدنى. يذهب جو إلى مكتب والده. يجعله والده «يشعر في الحال وكأن أمرًا غريبًا لم يحدث. بدا الأمر وكأنه عاد لتوه من إجازة، أو أنه رجل ناضج عاد من رحلة عمل». يقال والده بعد سماعه القصة إن المكافأة البالغة 5000 دولار لإعادة الخزينة ستُقسم، وسيُحتفظ بالنصف الخاص بفريسكو كيد لتأمين مستقبله.